# Sphalmatogonus carli
Sphalmatogonus carli är en mångfotingart som beskrevs av Jeekel 1980. Sphalmatogonus carli ingår i släktet Sphalmatogonus och familjen orangeridubbelfotingar. Inga underarter finns listade i Catalogue of Life.